# 不列颠裔加拿大人
不列颠裔加拿大人（英語：British Canadians）主要是指祖先源自不列颠群岛的加拿大人，其中包括英格兰、蘇格蘭、威爾斯、北爱尔兰及爱尔兰。
术语“不列颠裔加拿大人”是歐裔加拿大人的分支，依据加拿大統計局可进一步划分为英格兰裔加拿大人、爱尔兰裔加拿大人及苏格兰裔加拿大人。
根据2016年加拿大人口普查显示，11,211,850名加拿大人拥有不列顛群島地理上的祖源，占加拿大总人口的32.5%，占歐裔加拿大人的44.6%。然而，该数据更像是被低估的，由于许多祖先是不列颠人的加拿大人已经从他们的祖源国分离出了几代人，所以他们在统计中选择了“加拿大人”族源作为单独的选项。

## 术语
“不列顛裔加拿大人”可能包括康瓦尔裔加拿大人、英格兰裔加拿大人（指拥有英格兰血统或者是说英语的任何种族）、爱尔兰裔加拿大人、曼岛裔加拿大人、苏格兰裔加拿大人、苏格兰-爱尔兰裔加拿大人及威尔斯裔加拿大人。